# Augustus Spijkerman
Augustus Spijkerman (ur. 1920 w Sint Nicolaasga w holenderskiej Fryzji, zm. 23 czerwca 1973) – biblista katolicki, holenderski archeolog, numizmatyk, franciszkanin.
W 1940 wstąpił do Zakonu Braci Mniejszych (franciszkanów). Wyświęcony na kapłana w 1946. Studiował teologię w rzymskim Antonianum i orientalistykę w Papieskim Instytucie Biblijnym w Rzymie. W 1954 rozpoczął wykłady z języka asyryjskiego oraz numizmatyki Bliskiego Wschodu w Studium Biblicum Franciscanum w Jerozolimie. Pełnił funkcję dyrektora Muzeum Archeologicznego w jerozolimskim Klasztorze Ubiczowania przy Via Dolorosa. Badał i opublikował trzy ogromne kolekcje monet zwane “Skarbami” -  "z Kafarnaum", "z Silet ed Dhahr" i "z Dominus Flevit" (Góry Oliwnej). Współpracował przy publikacji monet z Petry. Do odkryć Spijkermana należy moneta z Pelli z inskrypcją "IUDAEA CAPTA" oraz moneta bita w Cezarei (Izrael) z napisem "ITAL".
W celu dokładnej publikacji materiału badawczego stworzył specjalną czcionkę numizmatyczną, która została przez niego użyta po raz pierwszy w książce poświęconej monetom z Herodionu.

## Publikacje
- Herodion III. Catalogo delle monete, Gerusalemme 1972 [katalog monet z wykopalisk w twierdzy Heroda Wielkiego na Pustyni Judzkiej]
- Coins Mentioned in the New Testament, w Liber Annuus VI (1955/56) 279 – 298.
- Un tesoro di monete e la datazione della sinagoga di Cafarnao, w Bibbia e Oriente 2 (1960) 90 – 92.
- Trésor de sicles juifs trouvé au Mont des Olivers à Jérusalem, w Schweizer Münzblätter 11 (1961) 25 – 32.
- Monete della sinagoga di Cafarnao, w Liber Annuus XX (1970) 106 – 117.
- An Unknown Coin-type of Pella Decapoleos, w Liber Annuus XX (1970) 353 – 358.
- The Coins of the Decapolis and Provincia Arabia, Jerusalem 1978